# Sarah Grey
Pour les articles homonymes, voir Grey.
Sarah Grey, née le 19 mai 1996 à Nanaimo (Vancouver, Colombie-Britannique), est une actrice canadienne.
Elle est connue pour son rôle d'Alyssa Drake dans la série télévisée américaine The Order.

## Biographie
Elle chante et joue de la guitare.

### Carrière
Son premier rôle au cinéma a eu lieu en 2013, lorsqu'elle a décroché le rôle de la fille de Jennifer Beals, Julia, dans le film Cinemanovels (en) qui a été sélectionné pour le festival international du film de Toronto 2013. Elle a également joué Charlotte dans le film Embrace of the Vampire de Carl Bessai.
Elle est ensuite apparue dans plusieurs téléfilms comme Liar, Liar, Vampire, L'Intuition d'une mère et Une famille en morceaux ainsi que dans les séries Bates Motel, iZombie, Lucifer, Legends of Tomorrow et Once Upon a Time.
En 2017, Sarah a joué Amanda Clark, un rôle secondaire dans le film de science-fiction, Power Rangers de Dean Israelite avec Dacre Montgomery, Naomi Scott, RJ Cyler, Becky G, Ludi Lin et Elizabeth Banks en tête d'affiche du film. C'est la troisième adaptation sur grand écran de la franchise américaine Power Rangers, après Power Rangers, le film (1995) et Power Rangers Turbo, le film (1997). Elle a également joué dans le film Last Night in Suburbia de Richard Ian Cox.
En avril 2018, Netflix annonce qu'elle sera au casting principal avec Jake Manley dans la série télévisée américaine The Order, dans le rôle d'Alyssa Drake. La série est diffusée depuis le 7 mars 2019 sur Netflix,.

## Filmographie
Sauf indication contraire, les informations mentionnées dans cette section peuvent être confirmées par la base de données cinématographiques IMDb,  présente dans la section « Liens externes ».

### Cinéma
- 2013 : Cinemanovels (en) de Terry Miles : Julia[5]
- 2013 : Embrace of the Vampire de Carl Bessai : Charlotte, jeune
- 2017 : Last Night in Suburbia de Richard Ian Cox : Hailey[2]
- 2017 : Power Rangers de Dean Israelite : Amanda Clar
- 2022) : Hello, Goodbye, and Everything In Between de Michael Lewen : Collette

### Télévision

#### Séries télévisées
- 2013 : Almost Human : Lila Hoving (saison 1, épisode 10)
- 2014 : Bates Motel : Norma Bates, jeune (saison 2, épisode 4)
- 2016 : iZombie : Frankie (saison 2, épisode 17)
- 2016 : Lucifer : Rose (saison 1, épisode 12)
- 2016 : Motive : Nancy Bailin (saison 4, épisode 7)
- 2016 : Wayward Pines : Abigail (saison 2, épisode 9)
- 2016 : Legends of Tomorrow : Courtney Whitmore / Stargirl (saison 2, épisodes 1, 2 et 12)
- 2018 : Le Cœur a ses raisons : Rhonda (saison 5, épisode 8)
- 2018 : Once Upon a Time : la princesse (saison 7, épisode 21)
- 2019-2020 : The Order : Alyssa Drake (rôle principal, 20 épisodes)

#### Téléfilms
- 2015 : Ma meilleure amie (Fatal Friends) de Jason Bourque : Sophia Allen
- 2015 : Liar, Liar, Vampire de Vince Marcello : Caitlyn
- 2015 : L'Intuition d'une mère de Jason Bourque : Scarlett Betnner
- 2016 : En route vers le mariage de David Weaver : Julie Turner
- 2016 : Les secrets d'une mère de Terrance Miles : Denise Harding
- 2017 : En route vers le mariage: rendez-vous avec l'amour de David Weaver : Julie Turner
- 2017 : Une famille en morceaux de Kyra Sedgwick : Caitlin Spinelli
- 2018 : En route vers le mariage: un amour de Saint-Valentin de David Weaver : Julie Turner
- 2018 : Deux filles pour une seule place de Max McGuire : Cameron
- 2018 : Petits meurtres et confidences: l'art du meurtre de Michael Robison : Nicole
- 2018 : L'Homme qui a brisé ma fille de Gail Harvey : Jacqueline
- 2021 : The Secret Lives of College Freshmen : Hannah Marks